# Доње Родиво
Доње Родиво (грч. Κάτω Κορυφή, Като Корифи) је насељено место у општини Меглен у периферији Средишња Македонија, Грчка. Према попису из 2021. године било је 78 становника.
Према бугарском географу и историчару, Василу Канчову, у Доњем Родиву је 1900. године живело 250 Словена хришћана. Године 1924. 29 мештана се иселило у Бугарску. Током Грчког грађанског рата село је доста страдало, већи део мештана је приморан да се исели у СР Македонију. Македонски историчар Тодор Симовски, 1998. године наводи да је Доње Родиво словенско насеље.